# Laevicardium laevigatum
Laevicardium laevigatum är en musselart som först beskrevs av Carl von Linné 1758.  Laevicardium laevigatum ingår i släktet Laevicardium och familjen hjärtmusslor. Inga underarter finns listade i Catalogue of Life.